# Jacques Bobe
Jacques Bobe, homme politique français, né le 1er janvier 1936 à Touzac (Charente) et mort le 18 octobre 2017 à Saint-Michel (Charente).

## Biographie
Jacques Bobe a exercé la profession de viticulteur producteur de cognac, parallèlement à son activité de directeur bancaire. 
Il est élu député le 16 juin 2002, pour la XIIe législature (2002-2007), dans la circonscription de la Charente (2e). Il ne se représente pas en 2007.
Il est également conseiller général du canton de Châteauneuf-sur-Charente de 1994 à 2008. Après avoir été vice-président du département, il est élu à la tête de ce département de 1998 à 2003.
Il est également maire de Châteauneuf-sur-Charente de 1995 à 2001. Depuis lors, et jusqu'à son décès, il est adjoint au maire de Châteauneuf-sur-Charente.
Il meurt à Saint-Michel le 18 octobre 2017,.

## Détail des fonctions et des mandats
Mandat parlementaire
- 19 juin 2002 - 19 juin 2007 : député de la deuxième circonscription de la Charente

Mandats locaux
- 28 mars 1994 - 22 mars 1998 : membre du conseil général de la Charente
- 19 juin 1995 - 18 mars 2001 : maire de Châteauneuf-sur-Charente
- 1995 - 2008 : président de la Communauté de communes de la région de Châteauneuf
- 23 mars 1998 - 19 octobre 1998 : vice-président du conseil général de la Charente
- 20 octobre 1998 - 19 juin 2003 : président du conseil général de la Charente
- 18 mars 2001 - ? : adjoint au maire de Châteauneuf-sur-Charente
- Conseiller général de la Charente